# Аліса виграла дербі
«Аліса виграла дербі» (англ. Alice Wins the Derby) — американський анімаційний короткометражний  фільм із серії «Комедії Аліси», що вийшов 12 липня 1925 року.

## Синопсис
Участь у дербі бере кіт Юлій, ведмідь Піт та дівчинка Аліса. Вболівальники-звірі вітають учасників перегонів. Аліса каже, що виграє дербі. Але кіт та ведмідь вважають, що саме вони будуть переможцями. Та посміхаються над Алісою.
Миша рахує відлік. Учасники плигають до автомобілів. Миша тисне курок, але пострілу не має. Миша видавлює кулю зі ствола пістолета, і та випадає. При доторканні до ствола гримить вибух.
Аліса з ведмедем рухають уперед, а Юлій намагається зрушити з місця, але автомобіль розвертається, з нього падає кіт разом з кузовом, і автомобіль їде у протилежну сторону. Розлючений Юлій доганяє автомобіль та продовжує рух по дорозі з камінням. Збагнувши, що їде у протилежному напрямку, розлючений кіт розвертає автомобіль та намагається наздогнати своїх суперників.
Аліса з Пітом обганяють друг друга по черзі, але дівчинка врешті-решт виривається уперед. Це розлючує ведмедя, але той нічого не може вдіяти. Біля перехрестя Піт повертає вказівник з написом «Об'їзд» на іншу дорогу.
Кіт їде відповідно вказівника по дорозі, на якій розкидано багато каміння. Біля поваленого дерева Юлій повертає назад. Доїхавши до скелі, автомобіль кота з великими труднощами вибирається на вершину та продовжує рух. У цей час вболівальники чекають на учасників перегонів.
Аліса завершує перший етап та заплигує на коня і продовжує перегони. Теж саме робить і Піт.
А Юлій ключем заводить іграшкового коня та за допомогою власного хвоста застрибує на коня. І починає рух, заливаючи з маслянки масло. Кінь починає швидше рухатися, але це завдає незручності коту. Юлій скручує хвіст пружиною та з комфортом продовжує перегони.
Кожен з вершників підганяє свого коня, а оператор знімає ці перегони. Під час знімання камера спочатку ламається, а потім оживає та починає рухатися за учасниками перегонів з оператором зверху, який продовжує знімання.
Юлій докладає все неможливе, щоб наздогнати суперників. Але при наближенні до фінішу його кінь втрачає задні ноги.
Під час перестрибування перешкоди кінь Аліси розвертається і починає стрибати на місці. Задоволений ведмідь виривається вперед, але опиняється на землі. Його збиває Аліса, яку скидає з себе її власний кінь. Дівчинка фінішує на коні ведмедя. Піт лютує, але знову опиняється на землі, бо його збиває з ніг Юлій на коні, який розсипається. Вболівальники вітають Алісу з перемогою. Кінець.

## Головні персонажі
- Аліса
- Юлій
- Піт

## Інформаційні данні
- Аніматори[2]:
  - Аб Айверкс
  - Роллін Гамільтон[en]
  - Терстон Гарпер
- Оператор[2]:
  - Майк Маркус
- Живі актори[2]:
  - Маргі Ґей[fr]
- Тип анімації: об'єднання реальної дії та стандартної анімації
- Виробничий код: ACL-08[3][4]